# Rudolf Fišer
Rudolf Fišer (* 25. července 1940, Domaželice u Přerova) je český historik, středoškolský pedagog, autor a spoluautor prací z české historie. Od roku 2011 je čestným občanem města Třebíče. Také je držitelem nejvyššího ocenění Kraje Vysočina.

## Biografie

### Dětství
Rudolf Fišer je rodákem z Domaželic u Přerova, v obci však strávil jen několik let svého dětství. Jeho otec byl četníkem, který obdržel i několik vyznamenání. Po tom, co byl otec převelen do Zlatých Hor, tak se spolu s ním přestěhovala i celá rodina. Roku 1946 ve Zlatých Horách Rudolf Fišer nastoupil na základní školu, kde vychodil dvě třídy. V té době mu onemocněla matka, a tak se celá rodina stěhovala znovu, a to do Třebíče, kde v té době bydlely sestry Rudolfovy matky. V Třebíči Rudolf Fišer dochodil základní školu na tehdejší "jedenáctiletce" na Václavském náměstí, docházku zakončil maturitou v roce 1957.

### Další studia
Po maturitě Rudolf nastoupil na tehdejší Univerzitu Jana Evengelisty Purkyně v Brně, dnešní Masarykovu univerzitu. V té době se na studiích volil hlavní a vedlejší obor. Hlavním oborem pro Fišera byl dějepis, vedlejším pak český jazyk.

### Zaměření a pracovní místa
Po absolvování vysoké školy se Rudolf Fišer zaměřoval především na středověk, měl nastoupit do historického ústavu v Brně, ale kvůli nástupu na vojnu na toto místo nenastoupil. Po dvou letech vojenské služby se stal učitelem na Základní škole Tasov. Potom nějaký čas působil opět jako učitel na Obchodní akademii v Třebíči. Od února 1971 učil historii na již zmiňované Univerzitě Jana Evangelisty Purkyně, kde napsal i svoji kandidátskou práci. Poté se vrátil zpět do Třebíče, kde se stal zástupcem ředitele na Gymnáziu Třebíč. V této funkci setrval 23 let, poté odešel do důchodu.
Ve svých začátcích se věnoval především ranému středověku, ale vzhledem k problematice získávání informací z Polska se dostal k třebíčské historii. V knihách zjistil určité nesrovnalosti, případně nevhodné překlady slov, a tak se začal o historii Třebíče zajímat podrobněji. Zkoumal Kosmovu kroniku, kde je ve vsuvce zmínka o založení Benediktinského kláštera v Třebíči. A od tohoto tématu se později dostal k otázkám ohledně Židů. Jelikož je Třebíč známá několika významnými židovskými památkami, které jsou zapsány i v seznamu UNESCO a o Židech je v listinách mnoho zmínek, byla pro něj tato tematika zajímavá a věnuje se jí dodnes. Dokonce spolupracoval se Stanislavem Vrškou na vytvoření modelu třebíčského ghetta. V Třebíči žije dodnes.
V roce 2019 vydal monografii Třebíč, paměť kláštera a města, kde se rozhodl přeložit texty o historii Třebíče z latiny do češtiny. Věnoval se historii tzv. Análů třebíčského kláštera, které byly zničeny nebo vsuvce do Kosmovy kroniky, která vznikla v třebíčském klášteře. Na knize pracoval 20 let. V roce 2020 vydal ve spolupráci s Městským kulturním střediskem v Třebíči knihu s názvem Čtení o Třebíči. Je souborem zajímavostí o městě.

## Dílo
- Dějiny českých zemí od pravěku do poloviny 18. století (spoluautor)

- Dějiny českých zemí II. (spoluautor)

- Třebíč: Dějiny města I. (spoluautor)

- Třebíč. Z historie benediktinského opatství

- Klášter uprostřed lesa – nyní se kniha dočkala i druhého vydání
- Třebíč, paměť kláštera a města[6]
- Třebíč: Příběhy židovských familiantů[7]
- Čtení o Třebíči[5]